# Ectropis amphitromera
Ectropis amphitromera är en fjärilsart som beskrevs av Louis Beethoven Prout 1911. Ectropis amphitromera ingår i släktet Ectropis och familjen mätare. Inga underarter finns listade i Catalogue of Life.